# منتخب ترينيداد وتوباغو لكرة السلة
منتخب ترينيداد وتوباغو لكرة السلة هو ممثل ترينيداد وتوباغو الرسمي في المنافسات الدولية لكرة السلة. ينتمي إلى منطقة اتحاد الأمريكتين لكرة السلة. انضم إلى الاتحاد الدولي لكرة السلة في عام 1958.

## وصلات خارجية
- الموقع الرسمي (بالإنجليزية)